# Nogometni/Fudbalski Savez Bosne i Hercegovine
Nogometni/Fudbalski Savez Bosne i Hercegovine finns i Sarajevo och är Bosnien och Hercegovinas fotbollsförbund. Det bildades 1992 och blev anslutet till Fifa 1996. Från början så hette förbundet endast Nogometni Savez Bosne i Hercegovine, men då bosnienserbiska klubbar anslöt sig till förbundet valde man att ändra på detta så att både den kroatiska/bosniska och serbiska benämningarna för fotboll (nogomet respektive fudbal) fanns med i det officiella namnet. Förbundet ansvarar bland annat för fotbollslandslagen samt den nationella högstaligan.

## Relaterade artiklar
- Bosnien och Hercegovinas herrlandslag i fotboll
- Bosnien och Hercegovinas U21-herrlandslag i fotboll
- Premijer liga Bosne i Hercegovine